# Khokhars
Els khokhars (de vegades khokars o kokars) són una tribu muntanyesa del nord-oest del Panjab al Pakistan, al nord del Districte de Jhelum. No s'han de confondre amb els ghakhars establerts també al Panjab però completament diferents.
El seu origen és desconegut però ja vivien a la zona quan els musulmans van envair el Panjab i aleshores eren de religió hindú.
El seu nom s'esmenta per primer cop al Tadj al-maathir escrit per Hasan Nizami que diu que una tribu amb aquest nom es va revoltar dirigida per Bakan i Sarki. En temps de Khusraw Malik, sultà gaznèvida a Lahore (1160-1187), els khokhars foren incitats a la revolta contra el sobirà de Jammu. El 1223 apareixen lluitant prop de Lahore contra una tropa de Djalal al-Din Manguberti, aleshores en fuita.
Al segle xiii els khokhars es van estendre de la regió entre el Jehlum i el Chenab ocupant un extens territori a l'est del Beas i a la meitat del segle xiii dominaven la major part de l'alt Panjab. No se'ls torna a esmentar fins al regnat a Delhi de Muhammad-Xah Tughluq (1389/1390-1393) quan van causar disturbis i el 1394 van ocupar Lahore sota la direcció del seu cap Shaykha, que va lluitar durant bastant de temps contra Sarang Khan de Dipalpur, fins que aquest es va imposar. El 1398 Shaykha va fer front a Tamerlà i fou capturat. El seu jove fill Djasrat fou portat amb el pare presoner a Samarcanda, però es va escapar i va tornar a la seva terra on el 1420 es mostrava com un poder considerable causant conflicte durant els següents vint anys als sultans de Delhi. El 1441 Sayyid Muhàmmad-Xah va donar el govern de Lahore i Dipalpur a Bahlul Khan Lodi amb l'encàrrec de castigar a Djasrat, però aquest es va entendre amb Bahlul i el va incitar a enderrocar als Sayyids de Delhi. Djasrat fou assassinat el 1442 par la seva esposa, filla de Bhim Deo, raja de Jammu al que Djasrat havia fet matar. Mancats de cap i amb la potència dels lodis en ascens, els khokhars es van desorganitzar.